# Echinocactus parryi
Echinocactus parryi — вид кактусів. Є ендеміком мексиканського штату Чіуауа. Росте на висоті 1200-1400 м над рівнем моря.